# Zduhać
 (avril 2021).
Si vous disposez d'ouvrages ou d'articles de référence ou si vous connaissez des sites web de qualité traitant du thème abordé ici, merci de compléter l'article en donnant les références utiles à sa vérifiabilité et en les liant à la section « Notes et références ».
 (avril 2021).
La mise en forme du texte ne suit pas les recommandations de Wikipédia : il faut le « wikifier ».
Les points d'amélioration suivants sont les cas les plus fréquents. Le détail des points à revoir est peut-être précisé sur la page de discussion.
- Les titres sont pré-formatés par le logiciel. Ils ne sont ni en capitales, ni en gras.
- Le texte ne doit pas être écrit en capitales (les noms de famille non plus), ni en gras, ni en italique, ni en « petit »…
- Le gras n'est utilisé que pour surligner le titre de l'article dans l'introduction, une seule fois.
- L'italique est rarement utilisé : mots en langue étrangère, titres d'œuvres, noms de bateaux, etc.
- Les citations ne sont pas en italique mais en corps de texte normal. Elles sont entourées par des guillemets français : « et ».
- Les listes à puces sont à éviter, des paragraphes rédigés étant largement préférés. Les tableaux sont à réserver à la présentation de données structurées (résultats, etc.).
- Les appels de note de bas de page (petits chiffres en exposant, introduits par l'outil «  Source ») sont à placer entre la fin de phrase et le point final[comme ça].
- Les liens internes (vers d'autres articles de Wikipédia) sont à choisir avec parcimonie. Créez des liens vers des articles approfondissant le sujet. Les termes génériques sans rapport avec le sujet sont à éviter, ainsi que les répétitions de liens vers un même terme.
- Les liens externes sont à placer uniquement dans une section « Liens externes », à la fin de l'article. Ces liens sont à choisir avec parcimonie suivant les règles définies. Si un lien sert de source à l'article, son insertion dans le texte est à faire par les notes de bas de page.
- La présentation des références doit suivre les conventions bibliographiques. Il est recommandé d'utiliser les modèles {{Ouvrage}}, {{Chapitre}}, {{Article}}, {{Lien web}} et/ou {{Bibliographie}}. Le mode d'édition visuel peut mettre en forme automatiquement les références.
- Insérer une infobox (cadre d'informations à droite) n'est pas obligatoire pour parachever la mise en page.

Pour une aide détaillée, merci de consulter Aide:Wikification.
Si vous pensez que ces points ont été résolus, vous pouvez retirer ce bandeau et améliorer la mise en forme d'un autre article.

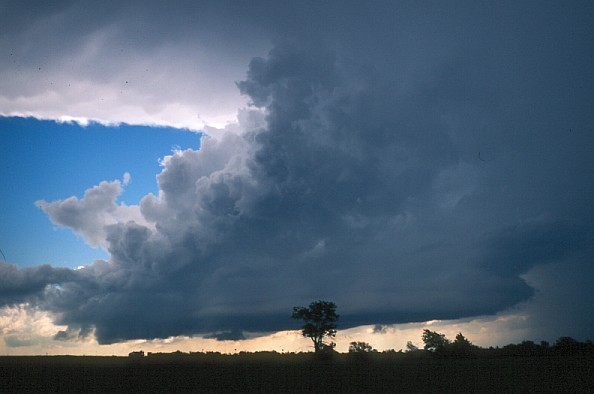
Les cumulonimbus sont impliqués dans les orages et peuvent produire de fortes pluies et de la grêle. On croyait que les démons pouvaient conduire ces nuages au-dessus des champs pour détruire les récoltes. Les démons pouvaient être contrecarrés par des hommes dotés de propriétés surnaturelles.

Un zduhać (cyrillique : здухаа, prononcé [zddxaxat]) et un vetrovnjak (ветровњак, [etrraak]) dans la tradition serbe, et un homme dragon dans les traditions bulgare, macédonienne et serbe, étaient des hommes soupçonnés d'avoir une capacité surnaturelle innée à protéger leur domaine, leur village ou leur région contre les conditions météorologiques destructrices, telles que les tempêtes, la grêle ou les pluies torrentielles. On croyait que les âmes de ces hommes pouvaient laisser leur corps endormi, pour intercepter et combattre avec des êtres démoniaques imaginés comme des facteurs de mauvais temps. Après avoir vaincu les démons et enlevé les nuages orageux qu'ils apportaient, les protecteurs retournaient dans leur corps et se réveillaient fatigués.
Les notions associées respectivement au zduhać, au vetrovnjak et à l'homme dragon, ne sont pas identiques. L'homme dragon a combattu contre des démons femelles appelés ala, qui ont conduit des nuages de grêle au-dessus des champs pour détruire les récoltes et a consumé la fertilité des champs. Les zduhaći (pluriel) d'une région se battaient généralement ensemble contre les zduhaći attaquants d'une autre région qui apportaient une tempête et des nuages de grêle au-dessus de leurs champs. Les zduhaći victorieux pilleraient le rendement de tous les produits agricoles du territoire de leurs ennemis vaincus et l'emmèneraient dans leur propre région. Le vetrovnjak, enregistré dans certaines parties de l'ouest de la Serbie, a lutté contre un porteur de mauvais temps imaginé comme un oiseau noir. Les zduhaći sont enregistrés au Monténégro, dans l'est de l'Herzégovine, dans une partie de la Bosnie et dans la région de Sandžak, dans le sud-ouest de la Serbie. Les hommes dragons sont enregistrés dans l'est de la Serbie, à Banat, dans l'ouest de la Bulgarie et en Macédoine.

## Zduhać et vjedogonja
Au Monténégro, dans l'est de l'Herzégovine, dans une partie de la Bosnie et dans la région de Sandžak, dans le sud-ouest de la Serbie, un homme qui était censé être en mesure de protéger son domaine, son village ou sa région des intempéries était appelé zduhać ou un stuha. Ces noms ont un certain nombre de variantes, qui peuvent être avec ou sans h, avec v au lieu de h, avec ou sans la terminaison ć, et avec č au lieu de ć. Selon le philologue Franz Miklosich, le mot serbe stuhać est apparenté au vieux stuhia slave (сттхха) ou stihia (стихха) "les éléments", qui proviennent du vieux grec stoicheion (στοιχεεον) "élément".
Ce dernier nom est à l'origine du stikhio grec moderne (στοιχειό), désignant divers types d'esprits dans le folklore grec, tels que ceux qui luttent pour le bien-être de leur village ou de leur région contre des esprits adverses d'ailleurs. Selon les linguistes Petar Skok et Norbert Jokl, stuhać provient de la "tempête" albanaise stuhí/stihí. En tout état de cause, la forme zduhać peut avoir résulté de l'étymologie populaire par association avec l'"esprit" serbe duh.
La notion que l'être humain se compose du corps et de l'âme se trouve dans la culture slave traditionnelle. Il y avait une croyance parmi les Slaves du Sud que, chez certaines personnes, l'âme pouvait quitter le corps et y retourner à nouveau. Le zduhać appartenait à ces personnes dans la tradition serbe. On pensait qu'après qu'un zduhać se soit endormi, son âme pouvait s'envoler de son corps ou "aller dans les vents", comme on l'a dit au Monténégro. Dans certains récits, il est sorti du corps sous la forme d'une mouche.
L'âme du zduhać avait le pouvoir de diriger le mouvement des vents et des nuages. Si le corps du zduhać endormi était tourné de sorte que sa tête et ses pieds changeaient de place, ou s'il était emporté loin de l'endroit où il s'endormit, son âme ne serait pas en mesure de retourner dans son corps, et le zduhać mourrait.
Bien que zduhaći (pluriel) puisse être des femmes et des enfants, la plupart étaient des hommes adultes. On pensait que leur pouvoir surnaturel était inné. Dans de nombreuses régions, on considérait que les zduhaći naissaient avec un caul blanc ou rouge, selon la croyance régionale. La mère séchait le caul et cousait un morceau de vêtement toujours porté par l'enfant, comme une poche attachée sous l'aisselle de l'enfant. Dans le clan de Kuči, dans l'est du Monténégro, la mère conservait le caul qui le cachait de tous les yeux et le remettait à son fils quand il était grand. Le caul était censé le protéger lorsqu'il volait comme un zduhać. Si le caul était détruit, le pouvoir surnaturel de l'enfant serait perdu. Une tache de naissance d'un zduhać en Herzégovine pourrait être une touffe de cheveux poussant sur son épaule ou le haut du bras. Dans le littoral monténégrin, le caul n'a joué aucun rôle dans la naissance des zduhaći, qui sont plutôt nés certains vendredis à une heure fixe. Il y avait aussi une croyance en Herzégovine que les enfants de sexe masculin qui étaient conçus les veilles des grands jours de fête deviendraient zduhaći.
Un récit ethnographique du XIXe siècle de l'est de l'Herzégovine décrit une façon dont un homme qui n'est pas né en tant que zduhać pourrait le devenir. Quarante jours après avoir cessé de prier Dieu et de se laver le visage, l'homme devait aller à un niveau, avant de dessiner un cercle par terre et de s'asseoir en son centre. Bientôt, le diable viendrait demander à l'homme s'il était prêt à rejoindre son armée et sous quelle forme il voulait être transformé. Lorsque l'homme déclarait la forme souhaitée, le diable le transformait en cela, faisant de lui un zduhać. Dans la région de Semberija, au nord-est de la Bosnie, а zduhać pourrait transmettre son pouvoir surnaturel à son fils.
L'apparence des zduhaći n'était pas très différente de celle des gens ordinaires, mais ils avaient certains traits qui les distinguaient. C'étaient des dormeurs profonds, très difficiles à réveiller, souvent somnolents, pensifs, réfléchis et solennels. Leurs visages étaient souvent gonflés, les yeux ombragés. Ils étaient sages et astucieux, réussissaient dans tout ce qu'ils faisaient et débrouillards dans le traitement des problèmes ; leurs ménages étaient prospères. À Semberija, on disait que les zduhaći étaient de bons devins scapulimantiques et qu'ils étaient capables de communiquer avec les animaux domestiques. Le clan de Paštrovići du Littoral monténégrin a affirmé que les zduhaći pouvaient entendre n'importe quel fait n'importe où dans le monde ; si quelqu'un marchait sur le pied d'un zduhać, il pouvait l'entendre aussi. Le clan de Kuči a estimé que les zduhaći étaient des sauteurs en longueur exceptionnels.
Des conditions météorologiques défavorables telles qu'une tempête ou de la grêle pourraient dévaster les champs cultivés et les vergers, et ainsi mettre en péril les moyens de subsistance des agriculteurs de la zone touchée. Un rôle des zduhaći, selon la tradition populaire, était de conduire les tempêtes et de grêler les nuages loin de leurs domaines familiaux, villages ou régions, pour sauver leurs cultures. Un zduhać pourrait prendre les tempêtes et grêler des nuages au-dessus du territoire d'un autre zduhać pour détruire ses cultures. L'autre zduhać s'envolait pour affronter l'apporteur du mauvais temps, et il y aurait un combat entre les zduhaći.
Ils se sont battus seuls ou en bandes composées d'individus de la même région. Ainsi, on pensait que les zduhaći de Bosnie orientale se battaient ensemble contre ceux d'Herzégovine et du Monténégro. Les zduhaći de Sandžak ont combattu conjointement contre les zduhaći albanais. Sur la côte adriatique, des batailles ont été menées entre une bande de zduhaći d'Herzégovine, de Serbie, du Monténégro et du nord de l'Albanie d'un côté, et une bande de zduhaći des Pouilles dans le sud-est de l'Italie de l'autre. Ces derniers étaient également appelés zduhaći transmarins, car les Pouilles sont situées de l'autre côté de la mer Adriatique depuis le Monténégro. Chaque groupe avait son chef. Un homme nommé Mato Glušac (1774-1870), du village de Korita en Herzégovine, était réputé commandant suprême des zduhaći d'Herzégovine et de Monténégrin; il était également un célèbre voyant.
Selon certains récits, les zduhaći volaient et se battaient principalement au printemps lorsque de forts vents soufflaient et, comme cela se tenait dans certaines régions, seulement pendant la nuit. Comme indiqué au Monténégro, les zduhaći "entraient dans les vents" généralement pendant le jeûne de la Nativité (15 novembre - 24 décembre), quand il n'y avait pas beaucoup de neige et que les vents étaient forts. Ils volaient également fréquemment de la mi-février à la fin mars. Certaines années, ils n'étaient pas actifs du tout.
Les zduhaći d'une bande laissaient leur corps endormi et se rassemblaient à un endroit désigné, avant de s'envoler dans une bataille.[Ils utilisaient diverses armes, telles que des fuseaux, des bourgeons de hêtre, des éclats pointus, des feuilles, des tiges de paille, des peluches, des flocons, du sable, de longues brindilles, des pierres de cornel, des pommes de pin, des coquilles d'œufs et d'autres objets légers. Comme on le croyait en Herzégovine, zduhaći a déraciné de gigantesques sapins et chênes et s'est battu avec eux. Cependant, l'arme zduhać la plus puissante était considérée comme un bâton de luč (bois résineux brûlé pour donner de la lumière ou utilisé comme allumage) carbonisé aux deux extrémités, ou toute écharde de bois carbonisé. Un zduhać qui a été touché par cette arme mourrait sûrement. Les gens évitaient donc d'allumer les bâtons aux deux extrémités, et ils ont pris soin qu'aucune écharde ne soit laissée à moitié brûlée.
À côté des armes, chaque zduhać transportait un seau à lait et une mesure picorée ; une alternative pour ce dernier pourrait être une pelle ou un balai d'une aire de battage. Si une bande de zduhaći réussissait à saisir les mesures de pic de la bande ennemie, ils transféreraient ainsi le rendement de la récolte de la zone de leurs ennemis à leur propre zone. La saisie des seaux à lait signifiait que le rendement laitier serait transféré. Selon le clan de Kuči, les zduhaći ont utilisé leurs mesures de pic, leurs seaux à lait et d'autres conteneurs pour s'emparer du rendement global du territoire ennemi.
Les batailles de zduhaći ont été furieuses. Ils étaient accompagnés de violents coups de vent et de tourbillons qui déracinaient les arbres et fouettaient la poussière. Au Monténégro, il était considéré comme dangereux de jeter des pierres dans le vent, car cela pourrait assommer l'œil d'un zduhać, qui tuerait le coupable.[Un zduhać de combat était censé conserver sa mesure de pic et son seau à lait, tout en essayant de saisir ces objets d'un zduhać ennemi ; il devait frapper et ne pas se faire frapper. La bande victorieuse de zduhaći pillerait le rendement de tous les produits agricoles du territoire de leurs ennemis vaincus. La récolte dans la saison à venir serait donc excellente pour les vainqueurs et pauvre pour les zduhaći vaincus.
Après la bataille, l'âme du zduhać retournait dans son corps, et il se réveillait faible et épuisé. S'il était blessé, il serait malade pendant un certain temps après - avant de se rétablir, ou il mourrait si sa blessure était mortelle. Il existe des dossiers d'hommes gravement malades qui ont affirmé avoir été blessés dans des batailles de zduhać. Il a été jugé au littoral monténégrin qu'un zduhać mortellement blessé pourrait encore récupérer s'il se vengeait de son blessé avant l'expiration du huitième jour de sa blessure. Pavel Rovinski, philologue et ethnographe russe, a enregistré une histoire qui lui a été racontée par un homme du clan de Ceklin dans le sud du Monténégro (Rovinski a également entendu une histoire similaire dans le littoral monténégrin) : « Il y avait un Ceklin zduhać qui a été tellement battu par d'autres zduhaći qu'il a dû mourir, et il était là, mourant. Divers remèdes lui ont été apportés, mais il n'en a accepté aucun, parce que tout était vain. Enfin, il a fait sortir tout le monde de chez lui, à l'exception d'un de ses frères, un héros célèbre ; tous ont également été chassés de la porte, pour éviter les écoutes. Alors le mourant dit à son frère : "Je mourrai sûrement, si je ne suis pas substitué ; et vous pouvez le faire et me sauver, si vous avez assez de force." Le frère, bien sûr, l'a promis, et le malade a poursuivi : "Vous devrez aller ce soir au mont tel ou tel, à trois à quatre heures de marche d'ici, la plupart du temps à travers une forêt dense. Vous entrerez sous une falaise en forme d'escalier et vous vous arrêterez là, et une grande peur vous saisira. Pour vous encourager, prenez vos deux pistolets et un couteau avec la gaine d'argent." -- Je prendrai aussi un mousquet, ajouta le frère, et le malade dit : « Vous pouvez prendre cela aussi, mais seulement pour vous encourager, car cela ne vous sera d'aucune utilité, mais vous devez avoir le couteau. » "Je peux aller sans arme, avec un couteau de poche, si c'est contre un seul, et avec une arme, je peux aller contre une centaine", a interrompu à nouveau le frère. « Prenez-le doucement avec votre audace, reprit le malade, et prenez par tous les moyens le couteau. Lorsque vous arriverez sous la falaise, le ciel sera sans nuages, éclairé et il y aura un silence dans l'air ; alors vous remarquerez un brin de nuage venant de la direction du mont Rumija, et le vent commencera à souffler. Le feu follet se transformera en un énorme nuage de tempête qui couvrira tout le ciel, et il viendra une obscurité comme vous n'en avez jamais vue auparavant ; le vent soufflera, sifflera, rugira et criera, comme vous ne l'avez jamais entendu auparavant ; les cheveux se lèveront sur votre tête de sorte qu'il lèvera votre casquette, et je crains que vous ne soyez fou de l'horreur. Et si vous persévérez, vous verrez trois taureaux tomber de la nuée sur la terre : un taureau aux cheveux clairs, un pied et un taureau aux cheveux foncés. Les deux derniers vont commencer à battre le premier, qui est le plus faible, parce qu'il est déjà blessé. Assurez-vous de frapper les deux taureaux avec le couteau ; mais prenez soin de ne pas couper le taureau aux cheveux clairs ; ce serait la mort de moi, comme ce serait le cas si les deux taureaux surmontaient le taureau aux cheveux clairs. » « Ayant entendu tout cela, le frère prit deux pistolets, versa plus de poudre à canon et aiguisit les silex ; il mit les pistolets dans sa ceinture, plaça le couteau entre eux et lui enfila un mousquet sur l'épaule. Il est sorti. Il passa dans la forêt sombre ; il vint sous la falaise en forme d'escalier ; la lune et les étoiles brillaient, alors c'était comme un jour ; un silence tout autour de lui, agréable ; il s'assit et alluma sa pipe. Peu de temps après, un brin de nuage s'est manifesté de la direction du mont Rumija ; il y a eu un rugissement et un murmure, et tout s'est passé comme l'a dit le malade. Ses cheveux se sont levés de sorte qu'il a coincé trois fois sa casquette sur sa tête. Enfin, trois taureaux sont tombés du nuage de tempête et ont commencé à se battre, tout cela comme il a été dit. Il a poignardé le taureau pied dans le cou avec le couteau ; il a chancelé et est tombé ; le taureau aux cheveux clairs a été encouragé. Puis il poignarda le taureau brun, et il s'affaissait ; les cheveux clairs les terminaient avec ses cornes. Cela ne lui suffisait pas, et, craignant que les taureaux coupés ne puissent encore se lever, il a continué à les frapper avec le couteau tant qu'il y avait un souffle dans leur corps. Le nuage de tempête a soudainement disparu ; avec lui, le taureau aux cheveux clairs a disparu. Encore une fois, la lune et les étoiles ont brillé ; encore une fois un silence et une bénédiction. Il rentrait chez lui comme s'il volait ; lorsqu'il est arrivé, il a trouvé son frère assis près du foyer, posant des bûches sur le feu, en bonne santé comme s'il n'avait jamais été malade. » Une interprétation de l'histoire du Ceklin zduhać est donnée dans un essai du théoricien littéraire Radoman Kordić. Selon lui, l'histoire est le produit du schéma symbolique de la culture des Serbes monténégrins.[L'histoire comprend une narration zduhać et une narration héroïque. Le premier est basé sur les croyances mythologiques dans les zduhaći, qui étaient les plus fortes au Monténégro. Ce dernier est basé sur l'idéologie héroïque exaltant la mort au combat, qui était un trait prédominant de la société monténégrine.[Le zduhać et le célèbre héros symbolisent, respectivement, deux systèmes de la culture monténégrine. À ses débuts, l'histoire est placée dans le cadre du premier système, mais elle se réalise avec les moyens et sur le plan idéologique du deuxième système. Le zduhać battu, qui est censé mourir, s'écarte du modèle mythologique, et il se remplace par le héros. Il en résulte une torsion ironique. Le héros intrépide agit en fait comme un boucher de taureaux qui ne ripostent même pas. La fin apparemment heureuse dégrade le zduhać en un sujet sans identité. Kordić fait valoir, en utilisant principalement la psychanalyse lacanienne, qu'il y a une troisième narration silencieuse dans l'histoire - celle de la pulsion de mort - qui émiette les deux autres narrations.
Dans un article enregistré dans la région de Cetinje, un zduhać a été mortellement blessé sur le mont Lovćen lors d'une bataille contre les zduhaći transmarins. Le zduhać mourant a révélé la façon dont il pouvait être sauvé, et l'un de ses proches a agi selon les instructions. Il se rendit de nuit dans une vallée où il vit des chevaux, des bœufs, des béliers, des chèvres à becs, des hommes et des femmes. Il est passé près d'eux en silence total, avant de voir un bœuf noir. Il a frappé le bœuf avec une barre en bois, et l'animal a rugi énormément. Lorsqu'il est rentré chez lui, il a trouvé le zduhać sain et sain. Comme on le croyait dans la région de Birač, dans l'est de la Bosnie, un zduhać mortellement blessé pourrait se porter s'il brûlait des bourgeons de hêtre dans un seau à lait et s'il s'encensait avec la fumée, en utilisant un fuseau pour agiter la fumée vers lui-même. Avant d'accomplir ce rite, il aurait dû avouer publiquement qu'il était un zduhać. La plupart des zduhaći préféreraient mourir plutôt que de le faire, parce qu'après ils ne pouvaient plus voler comme zduhaći. Comme on le pensait en Herzégovine, un homme qui ne voulait plus être un zduhać aurait dû se confesser à un prêtre et promettre qu'il ne volerait plus.
Les Zduhaći étaient considérés comme une bénédiction pour leur maison et leur village, comme des gardiens de la prospérité et du bien-être de leur région, et comme des gens bons, honnêtes, justes et obéissant à la loi. Dans la région de Birač, les zduhaći auraient rencontré des anges "sur les feuilles de branches hautes et épaisses". On pensait parfois qu'ils avaient un don prophétique. Cependant, un zduhać pouvait s'allier au diable et utiliser son pouvoir inné conformément aux instructions du diable. Ce zduhać était condamné à se transformer en vampire, à moins qu'il ne se confesse et ne se repente.[Certaines personnes historiques influentes auraient été des zduhaći, comme le guerrier et écrivain Marko Miljanov et Petar I Petrović-Njegoš, qui a été prince-évêque du Monténégro de 1784 à 1830.
Mahmud Bushatli, le pacha ottoman de Skadar dans le nord de l'Albanie, était réputé être un zduhać puissant au Monténégro. Il a été affirmé que sa mère l'avait porté pendant trois ans. Bushatli a été vaincu et tué par les Monténégrins sous les ordres de Petar Ier, alors qu'il tentait de les soumettre en 1796. Depuis lors, le rendement des cultures au Monténégro et dans le nord de l'Albanie n'aurait pas été aussi élevé qu'auparavant. Bushatli aurait lutté pour le rendement des cultures contre les zduhaći transmarins. Petar, j'ai dit de lui : "Je regrette sa mort bien qu'il ait été mon plus grand ennemi."Après la mort de Bushatli, son corps a été brûlé ; selon les récits oraux, des flammes vertes en ont surglé. Dans la tradition slave du Sud, le vert pouvait être associé à des créatures surnaturelles, comme les sorcières et les dragons.
Un animal domestique individuel pourrait également être considéré comme un zduhać, tel qu'un chien de berger, un bœuf, un clocher, un cheval ou une chèvre billy. Si un animal émettait habituellement des sons vocaux dans le sommeil, on supposait qu'il s'agissait d'un zduhać. Un animal était chéri et n'était pas à vendre.[L'esprit de l'animal zduhać laissait son corps endormi et combattait contre l'ennemi zduhaći, pour protéger son propre troupeau ou troupeau. Seule la fertilité du bétail dépendait de l'issue des batailles menées par l'animal zduhaći ; elles n'avaient aucune incidence sur le rendement des cultures.[Dans la région d'Užice, dans l'ouest de la Serbie, on croyait que les tempêtes et les nuages de grêle étaient dirigés par zduhaći qui volaient au-dessus d'eux sous la forme de gros oiseaux. Un bœuf noir et un coq de trois ans ont défendu leur village contre eux, en particulier le coq, raison pour laquelle il n'a pas été tué pour se nourrir, mais gardé comme gardien de la maison. Dans les sorts folkloriques pour repousser les nuages de grêle en Serbie, ces nuages étaient appelés bovins blancs. Cela pourrait être comparé à l'idée du bœuf noir en tant que défenseur de la grêle.
Dans certaines régions du sud du Monténégro, telles que la baie de Kotor, Grbalj et Zagarač, et dans certaines parties de l'Herzégovine, un homme qui agissait comme zduhać était appelé vjedogonja ou jedogonja. Il y avait une règle : si un enfant naissait avec un caul, la fille deviendrait une "sorcière" vještica, et le garçon deviendrait un vjedogonja. Cela aurait pu être évité en coupant le caul sur un auge pour nourrir les chiens et en le jetant ; l'enfant deviendrait alors une personne ordinaire. Alors que les zduhaći et les vjedogonje (pluriel) protégeaient leur communauté des menaces venant de l'extérieur, les sorcières étaient l'ennemi à l'intérieur, faisant principalement du mal à leurs propres parents et amis. Une correspondance entre les sorcières et les vjedogonje peut être vue dans un passage de La Couronne de montagne, un drame poétique de Petar II Petrović-Njegoš, dont l'intrigue se déroule au Monténégro au XVIIIe siècle :
| Боо са нама и анананели бозжи ! A ево си удрио, владико, у некакве смууене ветрове, ка у марру кад удри ввештица ал' у есен мутну введоооња.[ | Que Dieu et ses anges soient avec nous ! Pourquoi ici tu t'es précipité, ô évêque, dans des vents confus, comme une sorcière quand elle se précipite en mars ou un vjedogonja [quand il se précipite] dans l'automne sombre. |  |

Un homme nommé Vukota a dit ces mots à l'évêque Danilo, l'un des personnages principaux de La Couronne de montagne, qui avait précédemment prononcé une vision perçante parlant comme s'il était seul. Les deuxième et troisième versets peuvent être comparés à une expression idiomatique dont le sens littéral est "se précipiter dans un visage frénétique", ce qui signifie "tomber dans une exaltation frénétique ou folle". Vukota a comparé l'exaltation de l'évêque Danilo à celle d'une sorcière ou d'un vjedogonja lorsque leur esprit s'est envolé hors de leur corps.[On pensait que les sorcières organisaient une assemblée chaque année le 1er mars, et que les vjedogonje volaient principalement pendant les longues nuits d'automne, en particulier lorsque de forts vents soufflaient. Après les paroles de Vukota, Mgr Danilo a commencé comme par un rêve.
Les vjedogonje se sont battus en bandes régionales, leurs armes étant d'énormes rochers ou des arbres gigantesques qu'ils ont déracinés d'une seule main.[Les chefs parmi eux étaient ceux qui avaient une queue et étaient poilus.[Un récit ethnographique du XIXe siècle décrit que "quand un homme considéré comme un vjedogonja meurt, il enfonce des épines d'aubépine sous ses ongles et coupe les tendons sous ses genoux avec un couteau dont la gaine est noire, de sorte qu'il ne puisse pas sortir de sa tombe (comme un vampire)."
Petar I Petrović-Njegoš prêchait parmi les gens contre la superstition. Il a fermement condamné la dénonciation et la persécution des femmes en tant que sorcières. Après un tel incident en 1830 dans le sud du Monténégro, Petar Ier a écrit une épître, mentionnant vjedogonje dans une phrase : "Nulle part je n'ai trouvé et personne ne m'a dit que les sorcières et les vjedogonje existent, sauf chez le peuple serbe aveugle et triste, parce qu'il est aveugle et croit aux mensonges plutôt qu'à l'Évangile du Christ et aux enseignements et commandements du Christ."
Dans le folklore des Croates de Ravni Kotari, une région du nord de la Dalmatie, il y avait des hommes appelés vidogoja. On croyait qu'ils connaissaient les choses passées et futures. Les gens les payaient pour guérir les malades, ce qu'ils ont fait en disant des prières et en faisant le signe de la croix sur tout le corps du patient. On pensait également que les vidogoja étaient capables d'infliger des maladies aux gens et d'avoir de mauvais yeux. Ils ne pouvaient pas voler.

## Vetrovnjak, vilovit et oblačar
Dans la région du mont Zlatibor, dans l'ouest de la Serbie, l'homme qui protégeait les champs de son village des intempéries était appelé vetrovnjak ; le nom est dérivé de vetar "vent". Au début d'une tempête, le vetrovnjak tombait dans un sommeil semblable à celui de la transe. On pensait que son âme volait ensuite vers le ciel pour lutter contre un oiseau noir qui menait la tempête et les nuages de grêle. Après son réveil, il a dû se reposer pendant un certain temps pour restaurer sa force physique. On croyait qu'un vetrovnjak pouvait prendre les mauvais nuages sur la succession d'un homme avec qui il était en conflit.
Dans la région de Dragačevo, dans l'ouest de la Serbie, les gens ont parlé des hommes vilovits, qui disparaîtraient à la vue de nuages de grêle, réapparaissant sanglant et avec des vêtements déchirés après la fin de la tempête. Lorsqu'on leur a demandé où ils étaient allés, ils ont seulement répondu qu'ils étaient allés se battre contre ceux qui conduisaient les nuages de grêle vers leur village. L'adjectif vilovit signifie "avoir les propriétés d'une vila" ou "vila-like". Le nom vila désigne les nymphes ou fées slaves, les esprits anthropomorphes féminins des bois, des montagnes, des nuages et des eaux, qui avaient des pouvoirs magiques. Dans la région de Tamnava, dans le nord-ouest de la Serbie centrale, les hommes vilovits étaient également appelés vetrenjaks. Une première mention des vetrenjaks se trouve dans une nouvelle de l'écrivain serbe Milovan Glišić, publiée en 1875. Dans l'histoire, des hommes de Krnić et des villages voisins parlent d'une bataille que leurs vetrenjaks ont livrée sur une colline pour repousser une tempête de grêle apportée par des vetrenjaks extraterrestres. Ils ont déraciné les chênes et se sont battus avec eux, leurs corps devenant noirs et bleus à partir des coups. Les défenseurs ont remporté la victoire et ont déplacé la tempête vers une montagne, loin de leurs champs.
L'écrivain serbe Janko Veselinović connaissait bien le folklore de Tamnava, où il travaillait comme enseignant dans un village. Dans sa nouvelle publiée en 1888, une femme âgée lui parle de divers êtres surnaturels, dont son co-villageeur Petar, un vetrenjak : "Dès qu'il perçoit un nuage grisâtre et entend le tonnerre, Petar quitte tout ce qu'il peut faire et va quelque part. Il court si vite qu'aucun bipède ne peut le dépasser. Après avoir passé le nuage, il revient nu et bleu comme de l'indigo. Ensuite, il doit rester au lit pendant une semaine. Et savez-vous pourquoi il est comme ça ? Il me l'a dit. Les pogibaoci personnes pendues et noyées] des villages environnants poussent les nuages vers notre village, et Petar ne laissera pas la grêle nous battre. Il se bat avec eux jusqu'à ce qu'il les domine, ou qu'ils lui... [Petar dit] « Nous déracinons les chênes, comme on arracherait des bulbes d'oignon de la terre, et on se battait les uns les autres avec eux. »
Un vetrenjak du village de Trlić aurait affirmé qu'il s'était heurté à des bœufs et des béliers dirigés par des démons dont le but était de décharger de la grêle au-dessus de son village. Voyant des nuages de grêle, les gens de Tamnava criaient : "Gardez votre bétail hors de nos cultures !" Ils s'adressent ainsi aux personnes pendées et noyées qui étaient imaginées voler devant les nuages et les conduire. Les agriculteurs évitaient de laisser une herse sur le champ, car ils pensaient que les démons qui apportent de la grêle pourraient la claquer sur la tête du vetrenjak qui défendait le village. Les gens se comportaient amicalement envers les vetrenjaks, mais ils avertissaient leurs enfants de s'en tenir à l'écart, car ces hommes avaient "des affaires avec les démons". En 2004, des ethnographes ont interrogé des personnes âgées dans un groupe de hameaux au sud-ouest de la ville de Valjevo, qui ont défini le vetrenjak comme un homme capable de diriger le mouvement des nuages. Lorsqu'un tel homme mourait, le vent commençait soudain à souffler et des nuages se profilaient. Le terme vetrenjak désignait également un homme qui pouvait voler invisible, ce qu'il faisait habituellement la nuit. Il est né avec un caul qui a été jeté et mangé par les oiseaux.
Dans le folklore des Serbes de la région de Syrmie, la protection contre la grêle était assurée par les hommes appelés oblačars ; le nom est dérivé de oblak "nuage". L'oblilačar se précipitait directement sous un nuage sombre, dès qu'il apparaissait au-dessus des champs de son village. Là, il courait d'avant en arrière, agitant les bras ou tenant un bâton levé en direction du nuage. Il ne s'arrêterait pas tant qu'il n'était pas complètement épuisé et trempé. De cette façon, l'oblilačar s'est battu contre un gigantesque démon serpentin appelé aždaja, qui volait accompagné de sa suite dans de faibles nuages sombres, crachant de la grêle de son large museau. Si le nuage s'éloignait de son village sans décharger de grêle, cela signifiait que l'oblačar avait vaincu l'aždaja et sa suite. Un oblačar dans le village de Mirkovci recevait chaque année du blé de ses co-villagers en récompense de sa lutte.

## Homme dragon
Les hommes qui défendaient leur village contre le mauvais temps étaient appelés dragons dans l'est et le sud de la Serbie, l'ouest de la Bulgarie et la Macédoine.En Serbie, on les appelait aussi zmajevit "ayant les propriétés d'un dragon", de zmaj "dragon". Le dragon mythologique était imaginé comme une créature ardente avec des ailes, ayant généralement une forme de serpent ; il pouvait également prendre la forme d'un aigle ou d'un homme.[Chaque dragon avait son propre territoire, à l'intérieur duquel il habitait près d'une source ou d'un ruisseau forestier, dans le tronc creux d'un hêtre, ou dans une grotte de montagne.Il était bienveillant envers les humains, et il a pris soin que son territoire reçoive la bonne quantité de pluie au bon moment, pour une bonne croissance des cultures. Son ennemi juré était une femme démon nommée (pluriel : ale)dont l'activité principale était de conduire des tempêtes et des nuages de grêle au-dessus des champs pour détruire les cultures. La bière a également consommé la fertilité des champs. Chaque fois qu'il remarquait une ala qui approchait, le dragon s'envolait dans les nuages pour combattre le démon et la chasser. Il lui a tiré des flèches et des pierres de feu, ce qui a produit la foudre et le tonnerre. Dans les régions où les gens croyaient au zduhaći, le dragon était un être mythologique très apprécié, mais il n'était pas associé aux cultures et à leur protection contre les démons. Il en était similaire dans d'autres régions que l'ouest de la Bulgarie.
On croyait que l'homme dragon agissait de la même manière que le dragon mythologique : dès qu'il voyait le mauvais temps approcher, qu'il savait amené par un ala, il quittait tout ce qu'il faisait et s'envolait pour affronter le démon. Il l'a fait en tombant dans un sommeil profond ou en entrant dans un état similaire à la mort, généralement à l'endroit même où il se trouvait à ce moment-là. Son âme a ensuite quitté son corps sous la forme d'un serpent ou d'un lézard, et s'est hissé vers le ciel. On prétendait qu'il ne respirait pas tant que son âme était absente de son corps. La bataille pouvait durer une journée entière, voire plusieurs jours, pendant laquelle l'homme était inconscient, transpirant abondamment de l'effort du combat. Il y avait un danger que, au cours de la bataille, l'ala s'approche du corps de l'homme et lui fasse du mal, ce qui pourrait être empêché par quelqu'un qui balance une lame au-dessus de lui, ou en collant la lame à la tête de l'homme couché. Il ne devrait pas être poussé ou ému alors qu'il était dans cet état : s'il n'était pas dans la même position que lorsqu'il s'endormit, son âme ne serait pas en mesure de retourner dans son corps, et il mourrait. Lorsqu'il s'est réveillé après la bataille avec l'ala, il était très fatigué. En dehors de ces caractéristiques, l'homme dragon était considéré comme un humain ordinaire.
Il y a l'histoire d'un homme dragon du village de Pečenjevce, dans l'est de la Serbie, qui a vu un ala dans un nuage alors qu'il se supercherait. Il dit aux faux à côté de lui : "Je vais dormir, et vous balancez une faux au-dessus de moi", avant qu'il ne se couche et ne s'endorme. Un homme qui balançait la faux, cependant, l'a brouté par inadvertance avec le bout de la lame. Lorsque le dragon s'est réveillé, il a dit qu'il avait été blessé par l'ala avec laquelle il s'était battu et qu'il avait perdu beaucoup de sang. Un dragon du village de Bogojevac gardait toujours avec lui un morceau de lame de faux ou un couteau. Dès qu'il percevait l'approche imminente du mauvais temps, il s'allongeait sur le sol et collait la lame au-dessus de sa tête. On pensait que son esprit s'envolait ensuite dans les nuages pour faire face à l'ala. Lorsqu'il a été enrôlé dans l'armée, il s'est endormi sans lame lors d'un orage et est mort.[Dans un village près de Tran, dans l'ouest de la Bulgarie, un homme réputé pour être un dragon s'évanouit lorsqu'il a commencé à tonneronner. Après son arrivée, il disait : "Comme je suis fatigué !" On pensait que cela faisait référence à la bataille acharnée qu'il a livrée dans les nuages.
À Banat et dans certaines régions de l'est de la Serbie, les hommes dragons étaient appelés alovits. Cet adjectif est dérivé du nom ala et signifie "avoir des propriétés surnaturelles ou démoniaques". Il pourrait être appliqué non seulement aux humains, mais aussi aux dragons, aux serpents, aux chevaux, aux arbres, aux armées et aux rivières. Une ala pouvait être considérée comme une bonne créature dans certaines régions, comme Banat, le mont Kopaonik dans le sud de la Serbie et le bassin adjacent de Župa avec les zones voisines, où elle était soupçonnée d'être reliée à un territoire, qu'elle défendait contre les attaques de la bière depuis d'autres territoires. Cela peut être comparé aux combats interrégionaux des zduhaći. Dans les villages qui font maintenant partie de la ville de Kruševac, lorsque les bénédictions étaient prononcées la veille de Noël, les villageois disaient également : "Dieu, sauve notre guardianala." Les gens ont interprété la grêle ravageant leurs cultures comme une défaite de leur ala par un ala d'ailleurs. L'ala victorieuse pillerait le rendement agricole de la zone ravagée et le transférerait sur son propre territoire.
À la vue de nuages de grêle, l'homme alovit tombait dans un sommeil en transe, avant que son âme ne descende de son corps et ne s'envole vers les nuages. À la manière d'un ala, son âme a conduit les nuages sur les champs d'un village voisin. Un homme, que l'on croyait alovit, a été décrit comme exceptionnellement grand, mince et osseux, avec une longue barbe et une moustache. Quand le temps était beau, il travaillait et se comportait comme les autres dans son village, mais dès que de sombres nuages couvraient le ciel, il se fermait dans sa maison, mettait des stores sur les fenêtres et restait seul aussi longtemps que le mauvais temps durait. Les gens ont également parlé qu'il souffrait d'épilepsie. Dans la région de Boljevac, on disait que les épileptiques étaient alovit - leurs âmes sont sorties de leur corps pendant les crises d'épilepsie et ont conduit des nuages de grêle.
Au village de Kusić à Banat, un homme nommé Ilija Bordan était considéré comme alovit ; les villageois ont parlé qu'il avait une queue. Chaque fois qu'un orage venait, son apparence changeait - il se battait avec un ala. Si l'ala l'accablait, Ilija s'allongeait et dormait, et s'il la submergeait, les nuages commenceraient à se dissiper. Il y avait une histoire dans le même village au sujet d'un homme alovit qui avertissait les villageois de l'approche d'un orage, avant qu'il ne prenne un poteau de chariot sur le dos et ne s'envole dans les nuages. Au village de Sokolovac à Banat, les gens ont parlé d'un homme alovit qui avait quatre mamelons. À la vue de nuages de grêle, il montait sa jument et disparaissait pendant plusieurs jours. Ces deux derniers hommes revenaient fatigués, meurtris et déchirés. Comme cela se tenait dans la région serbe centrale de Gruža, les hommes pouvaient devenir dragons. En tant que tels, ils disparaissaient soudainement pendant les orages et volaient dans les nuages sombres pour lutter contre la bière. Ils étaient caractérisés comme agiles, tempérés à chaud, téméraires et très forts.[Dans un village près de Radomir, dans l'ouest de la Bulgarie, il y avait un dragon qui aurait été physiquement paralysé par un ala.
On croyait que l'homme dragon né avec une certaine particularité physique, telle qu'un caul, de petites ailes ou des membranes sous ses aisselles, une queue ou ses dents ; ou il est né orphelin. Il y avait des pratiques visant à préserver le pouvoir surnaturel du dragon nouveau-né. Dans la région de Veles, en Macédoine, douze filles cueillaient du coton, en filaient du fil, tissent un tissu du fil, faisaient une chemise à partir du tissu et habillaient finalement le garçon dragon de la chemise. Comme on le pensait dans la région de Leskovac, en Serbie, un tel garçon ne serait capable de vaincre un ala que lorsque trois vieilles femmes filaient du fil, tricotaient une chemise et y apprêtaient l'enfant. Tout cela devait se faire en un jour et une nuit, pendant lesquels les trois femmes n'auraient pas dû prononcer un seul mot.[Une coutume similaire a été enregistrée dans l'ouest de la Bulgarie, où l'on croyait également que l'âme du garçon, alors qu'il dormait dans son berceau, quittait son corps et se promenait. S'il était retourné, il mourrait, car son âme ne pourrait pas retourner dans son corps.
Selon une croyance, le pouvoir des garçons dragons était le plus grand au moment de leur naissance ; plus ils étaient jeunes, plus ils avaient de pouvoir. Dans un conte populaire de l'est de la Serbie, un groupe de dragons a encerclé un ala, qui s'est détaché et s'est envolé dans un moulin à eau. Il y avait une femme dans le moulin avec son bébé, qui était un garçon dragon ; il a attrapé une pierre et a tué l'ala avec elle. Il a été enregistré dans la région de Niš qu'un garçon dragon ailé, dans ses combats avec la bière, "prend une poutre de charrue et arrête immédiatement l'ala, et la grêle cesse."La mère d'un garçon dragon voulait en faire un enfant ordinaire en coupant les ailettes sous ses aisselles, mais cette section a entraîné la mort du garçon. Comme on le pensait dans le bassin de Župa et dans les régions voisines, personne d'autre que la mère ne devrait voir un dragon pendant les dix-sept premiers jours de sa vie, sinon l'enfant mourrait. S'il survivait, il protégerait son village de la grêle et, à l'âge de sept ans, il s'envolerait de chez lui. On croyait également à Župa que les hommes dragons vivaient seuls, sans contact avec d'autres humains.
Le prophète Élie était également considéré comme un protecteur de la bière. Dès qu'il apercevait un ala consommant la fertilité des champs, il invoquait des dragons et les attelait à son char volant. Ils ont ensuite attaqué ensemble le démon, tirant des flèches de feu sur elle. Au lieu des dragons, le prophète pouvait invoquer des hommes dragons. Ils s'endormaient alors, et leurs âmes se précipitaient vers les nuages tonitruants pour aider le prophète contre la bière. Une légende dans la région de Leskovac raconte que la lutte contre la bière a été créée par le prophète Élie, lorsqu'il, accompagné d'un garçon dragon, a tué douze de ces démons. Dans la tradition populaire des peuples slaves, le prophète Élie est un remplaçant chrétien du dieu du tonnerre slave païen Péroun.
Certains animaux pourraient également être considérés comme des dragons, tels que les béliers.[On a dit qu'un coq, un gander ou un coq de dinde pouvait pousser une paire de petites ailes sous leurs ailes naturelles, devenant ainsi de puissants dragons. Un coq dragon a creusé un trou sous le seuil de la maison de son propriétaire. Dès que des nuages sombres apparaissaient, le coq allait dans le trou, et son esprit s'envolait de son corps dans les nuages pour se battre avec la bière. Un jour, le propriétaire a tué le coq et est immédiatement devenu fou.[Un autre coq dragon, avec deux peignes, tombait au sol et ginguait comme mort pendant les orages. Le serpent d'Esculape (smuk en serbe et fumé en bulgare) était considéré comme un animal très bénéfique. Les gens évitaient de le déranger de quelque manière que ce soit. Le serpent d'Esculape qui habitait un champ cultivé ou un vignoble était considéré comme son gardien. On disait que le serpent volait dans les nuages de grêle et les éloignait de son champ ou de sa cour, ou qu'il dispersait les nuages en levant la tête haut dans les airs et en sifflant aussi fort que possible.[Dans la région de Niš, on disait que les serpents d'Esculape aidaient le dragon dans ses combats contre la bière. Si un serpent d'Esculape atteignait un certain âge, il pousserait des ailes et deviendrait un dragon.
Le dragon était considéré comme un grand amant et séducteur de belles femmes, qu'il visitait la nuit, entrant dans leurs maisons par la cheminée avant de se transformer en homme. Les femmes qui ont reçu la visite d'un dragon s'affaiblissaient, pâles et le visage enfoncé. Il y avait des méthodes magiques pour repousser le dragon d'eux. On croyait que les enfants nés de ces liaisons étaient malades physiquement et mentalement et qu'ils ne vivraient pas longtemps. Dans une autre croyance, le dragon viendrait chercher son fils au milieu du tonnerre et de l'éclair, et s'envolerait avec lui. Dans la région de Bitola, il a été dit que ces enfants étaient nés avec une queue. Après avoir fait pousser des ailes, ils se sont envolés dans le ciel, d'où ils ont tiré sur des sorcières avec des éclairs. On croyait dans la région de Leskovac que les garçons dragons, combattants contre la bière nés avec les petites ailes, étaient des descendants de dragons. Au village de Kruševo, en Macédoine, les gens ont parlé d'un vieux berger nommé Trail qui était fils de dragon. Il aurait été si fort qu'il pouvait briser les falaises, et quand il a crié, sa voix pouvait être entendue de kilomètres de là.
La vieille mythologie slave connaissait des hommes nés de relations entre les femmes et les dragons. Ces hommes étaient dotés d'une force prodigieuse et de capacités exceptionnelles. Ils pouvaient se transformer en dragon et voler, ce qu'ils faisaient habituellement dans des situations de crise, comme des batailles. Deux de ces héros sont enregistrés dans la poésie épique serbe : Sekula Banović et Zmaj Ognjeni Vuk ("Dragon ardent" Vuk). Tous deux étaient des nobles et des guerriers de la fin du Moyen Âge, auxquels des attributs mythiques étaient attachés dans la poésie. Leur transformation en dragon est décrite de trois façons : le héros habille sa "chemise de dragon" ; il déploie ses ailes cachées ; ou il laisse son âme sortir de son corps sous la forme d'un serpent ailé. La transformation peut ne pas être explicitement énoncée, mais implicite par une déclaration indiquant que le héros vole. Le héros épique russe Volkh Vseslavevich est décrit comme un fils de dragon ; dans des poèmes folkloriques, il se transforme en faucon, en aurochs, en loup et en autres animaux. Dans quelques poèmes folkloriques serbes et bulgares, saint Nicolas s'endort soudainement, et pendant qu'il dort, il sauve des navires d'une tempête.
Dans la tradition populaire de Serbie, de Bulgarie et de Macédoine, la capacité de quitter son propre corps était également possédée par certaines femmes rusées qui pratiquaient la magie pour guérir. Une coutume répandue de ces femmes était de bâiller à plusieurs reprises pendant les rituels de guérison. Cela indiquait la sortie de leur âme, qui est entrée dans le corps du malade pour chasser les entités démoniaques pathogènes. Les rituels étaient accompagnés de sorts, dans certains desquels les femmes rusées appelaient leur âme de lévrier : "Courez, uroks, ravins... L'âme de Vida est un lévrier - elle dépasse les uroks et les étouffe."(Un urok est une entité démoniaque, et Vida est le nom de la femme rusée.)

## Traditions connexes
L'idée des hommes ayant la capacité innée de quitter leur corps sous forme d'esprit a également été enregistrée dans les traditions slovènes et croates. L'esprit pourrait se transformer en taureau, chien, sanglier ou autre animal. Il a intercepté des apporteurs de mauvais temps et s'est battu avec eux pour sauver les récoltes de son village. Les hommes ayant cette capacité ont été désignés par divers noms, tels que vedomec à Tolmin, mogut à Turopolje, vremenjak à Lika et Sinj, legromant ou nagromant dans le sud de la Dalmatie et la région autour de Dubrovnik, višćun en Dalmatie et štrigun en Istrie. Un védométic s'est battu contre un autre védôme, un mogut contre un autre mogut, et ainsi de suite, et le gagnant emmenait le mauvais temps dans la région de son ennemi vaincu. Tous ces hommes étaient marqués par une particularité liée à leur naissance. Il y avait aussi des êtres surnaturels, tels que les obilnjaks et les brgants en Slovénie, et les kombals à Međimurje, qui se sont affrontés lors d'orages sur la foule de leurs territoires.
Un krsnik ou kresnik était un homme né avec un caul, qui pouvait laisser son corps en esprit transformé en animal. Il a combattu des hommes démoniaques appelés vukodlak (loups-garous) et d'autres agents maléfiques. Sa victoire signifiait que son village aurait l'abondance de toutes sortes de produits agricoles.[Le krsnik a été enregistré en Istrie, à Gorski Kotar, dans le golfe du Kvarner et dans certaines parties de la Slovénie. Les benandanti étaient des hommes nés avec un caul enregistré dans la région du Frioul, dans le nord-est de l'Italie. Ils se battaient périodiquement pour la fertilité des champs contre les sorcières mâles et femelles.[Les táltos, enregistrés en Hongrie, étaient des hommes et des femmes nés avec des dents ou une autre particularité physique. Ils se battaient périodiquement sous la forme d'animaux ou de flammes. Leurs batailles étaient souvent accompagnées de tempêtes. Le gagnant assurerait une récolte abondante pour son village. Les benandanti et les táltos ont été initiés à un certain âge dans leur vocation par un membre plus âgé du même groupe, qui leur a rendu visite dans une vision.
Dans le folklore grec, un stikhio (στοιχεεο) était un esprit qui protégeait son territoire contre les esprits stikhio adverses d'autres territoires.[Dans la mythologie albanaise, un drangue est un héros semi-humain avec une force énorme et le pouvoir de voler ; il est né avec un caul. Le but principal de la drangue est de combattre le démon kulshedra, un énorme dragon crachant du feu à plusieurs têtes. Il utilise des pierres météoriques, des épées de foudre, des éclairs, des tas d'arbres et de rochers pour vaincre le kulshedra et protéger l'humanité des tempêtes, des incendies, des inondations et d'autres catastrophes naturelles causées par son pouvoir destructeur. On pense que de lourds orages sont le résultat de la bataille. Dans le folklore roumain, il n'y avait pas de défenseurs contre le mauvais temps, qui était produit par une gigantesque créature serpentine volante appelée balaur ou zmeu. Un balaure pouvait être contrôlé par un sorcier maléfique appelé şolomonar, qui était capable de monter sur ce démon. La notion d'un şolomonar nommé vîlva, qui protégeait son village contre les attaques de vîlvas d'autres villages, a été marginalement rencontrée dans certains endroits du Banat roumain.
On croyait dans le sud de la Pologne que les nuages et la grêle étaient produits par des créatures nommées płanetnik, chmurnik ou obłocznik : elles comprimaient le brouillard en nuages et fragmentaient la glace avec des fléaux de fer en grêlons. Ils étaient considérés comme les esprits des nourrissons qui étaient morts sans baptême, ou les esprits des personnes noyées et pendues.[De tels esprits étaient considérés en Serbie comme des apporteurs de nuages de grêle ; ils étaient abordés dans des sorts folkloriques, avec lesquels ils ont été faits pour éloigner les nuages du village. Selon d'autres notions, les płanetniks étaient des personnes qui volaient dans le ciel pendant les tempêtes. Ils pouvaient voler en esprit, alors qu'ils dormaient profondément, ou ils pouvaient voler dans le corps et l'âme. Les płanetniks étaient amicaux envers les humains, les avertissant souvent de l'approche d'une tempête ou d'une grêle. Ils pourraient diriger le mouvement des nuages.
Les individus qui pouvaient quitter leur corps en esprit pendant leur sommeil étaient appelés burkudzäutä parmi les Ossètes du Caucase, et ils étaient appelés mazzeri dans certaines parties de la Corse. Le burkudzäutä, monté sur des animaux ou des objets ménagers, a volé une nuit entre Noël et le Nouvel An vers burku, la terre des morts décrite comme une grande prairie. Là, ils ont recueilli les graines de plantes agricoles et les ont emmenées dans leur village, assurant ainsi une récolte riche. Les morts les ont poursuivis et leur ont tiré des flèches alors qu'ils rentraient chez eux. Les blessés burkudzäutä tomberaient malades après le retour, et certains d'entre eux mourraient. Les mazzeri des villages voisins se sont battus en esprit dans la nuit du 31 juillet au 1er août. Le village des mazzeri vaincus subirait plus de morts au cours de l'année suivante.
Dans la région orientale de la Baltique de Livonie, des personnes désignées comme loups-garous sont allées sous terre sous la forme de chiens pour lutter contre les sorciers qui volaient les pousses du grain. Si les loups-garous ne parvenaient pas à arracher les pousses, il y aurait famine.[En Roumanie, les strigoi étaient des gens nés avec un caul, qu'ils enfilaient en atteignant l'âge adulte, ce qui les rendait invisibles. Ils ont ensuite voyagé sous forme animale jusqu'à la prairie au bout du monde. Là, ils se sont battus toute la nuit, se réconciliant le matin. La raison du combat n'est pas précisée. Les Circassiens ont raconté qu'une certaine nuit de l'année, leurs sorciers se sont battus avec les sorciers du peuple abkhaze, essayant de se sucer le sang.
En Europe occidentale, des sources médiévales décrivent des femmes qui sont tombées en transe certaines nuits, abandonnant leur corps sous la forme d'un esprit ou d'un animal invisible. Ils se sont ensuite rendus à un rassemblement dirigé par une divinité féminine qui a conféré prospérité et connaissance. La divinité, semi-bestiale ou fréquentée par des animaux, était connue sous divers noms régionaux, tels que Holda, Perchta, Madonna Oriente, Richella, Bensozia, Dame Habonde et Fairy Queen (en Écosse). Elle pourrait être dérivée de déesses celtiques comme Epona, les Maîtres et Artio. En Sicile, les femmes et les filles ont eu des rencontres nocturnes en esprit avec les soi-disant Donni di fuora "femmes de l'extérieur", qui remontent à l'ancien culte extatique des Mères d'Engion, d'origine crétoise.
Les armiers étaient des hommes de l'Ariège dans les Pyrénées qui pouvaient voir et parler aux âmes des morts. Les mesultanes étaient des femmes et des filles en Géorgie qui se sont plongées dans une léthargie et ont voyagé en esprit au pays des morts, pour communiquer avec eux.

## Théories sur l'origine
Les zduhaći, les hommes dragons et les figures folkloriques connexes de l'Europe peuvent être comparés aux chamans eurasiens, par exemple, aux noaidi des Lapons, ainsi qu'aux chamans des Samoyeds et des Tungus en Sibérie. Ils ont tous pu quitter leur corps en esprit pour lutter contre les ennemis de leur communauté. Les chamans se sont également battus les uns contre les autres, généralement sous forme animale, pour des raisons telles que se procurer à leur côté autant de rennes que possible. Cependant, pour que l'âme d'un chaman quitte son corps, il a dû travailler lui-même dans un état d'extase par le biais d'une cérémonie consistant à tambouriner, danser, chanter et même prendre des stupéfiants. Tout ce que les zduhaći avaient à faire était de s'endormir, bien que la profondeur inhabituelle de leur sommeil indique un état d'extase. Il existe des descriptions détaillées et mouvementées du voyage de l'âme du chaman, mais il n'existe aucun compte rendu correspondant dans le cas du zduhaći. Cependant, les zduhaći qui ont quitté leur corps seraient entrés dans le vent. Cette expression peut contenir une idée de voyage. Pavel Rovinski a enregistré les paroles qu'il a entendues de sa propriétaire au Monténégro par une nuit venteuse de mars : "Écoutez comment ils chantent - les voyageurs ; ils sont allés haut ! Joyeux voyage vers eux ! »
La différence cruciale entre les chamans et leurs homologues européens réside dans le fait que l'extase du premier était publique, tandis que celle du second était toujours privée. L'historien Carlo Ginzburg affirme que "sa divergence se situe nettement dans un contexte homogène". Ginzburg les considère tous comme des médiateurs du royaume des morts, qui sont les "distributeurs ambigus de prospérité" ; l'extase représente une mort temporaire. Les récits dans lesquels les figures volent ou se battent matériellement plutôt qu'en esprit, sont des tentatives "de décrire une expérience extatique perçue comme absolument réelle". Ginzburg fait valoir, en adoptant une approche diffusionniste, que les éléments chamaniques des figures folkloriques européennes ont leur source originale dans le chamanisme des nomades sibériens, et que leur diffusion a peut-être été médiée par les Scythes. Une autre possibilité est que les croyances chamaniques proviennent d'une source commune. Leur noyau aurait pu se développer dans un passé lointain à partir d'interactions culturelles entre les proto-indo-européens, locuteurs de la langue proto-ouralienne et les anciennes populations du Caucase.[Une troisième possibilité est la dérivation des caractéristiques structurelles de l'esprit humain. Cela est suggéré par la persistance des phénomènes chamaniques sur une longue période et leur dispersion sur une grande surface dans des sociétés culturellement disparates. Ces trois possibilités ne s'excluent pas mutuellement.

## Dans la littérature
Dans le roman Lelejska gora de Mihailo Lalić, qui se déroule au Monténégro pendant la Seconde Guerre mondiale, il y a un personnage négatif, Kosto, surnommé Zduvač (une variante locale de zduhać). Kosto est décrit comme un homme âgé d'une grande force. Il dit que lorsqu'il vivait en Amérique, les mafias italiennes l'appelaient Il Mago, "magicien" ou "sorcier", qu'il traduit par zduvač. Son revolver Colt s'appelle le Spouter de Zduvač parce qu'il frappe toujours sa cible. Kosto est tué par le personnage principal du roman dans un combat brutal.
Dans une nouvelle de Simo Matavulj, intitulée "Zduhač", Matavulj agit en tant que compagnon et traducteur d'un viccomte français qui va chasser les ours près d'un village montagneux de la Vieille-Herzégovine (qui fait partie du Monténégro). L'une de leurs escortes est Mićun, un jeune homme costaud du village, qui tombe en transe lors d'une tempête. Le vicomte est expliqué que Mićun, étant un zduhać, quitte son corps pour combattre dans les nuages contre les zduhaći extraterrestres. Après une heure ou deux, le zduhać se réveille épuisé. Un autre homme de l'escorte lui demande : "Était-ce bon pour nous ?" auquel Mićun répond par l'affirmative. Le vicomte conclut l'histoire en citant les lignes bien connues de Hamlet sur les choses secrètes du ciel et de la terre (Hamlet, 1.5.188-89).